# IS-Funktion
Die IS-Funktion (auch IS-Gleichung oder IS-Kurve genannt) ist ein volkswirtschaftliches Modell der Makroökonomie. Sie stellt die Menge aller Kombinationen von Zinssatz und Volkseinkommen dar, bei denen ein Gleichgewicht auf dem Gütermarkt besteht. Zusammen mit der LM-Funktion konstruiert sie das IS-LM-Modell, welche die wichtigste Interpretation der Keynesschen Theorie darstellt.
Die IS-Gleichung ist eines der wichtigsten makroökonomischen Analyseinstrumente. Sie ist erforderlich für die Konstruktion des Keynes-Modells und des Mundell-Fleming-Modells.
In einer geschlossenen Volkswirtschaft bedeutet dies, dass die Investitionen ({\displaystyle I}) gleich den Ersparnissen ({\displaystyle S}) sind, wobei der Ausdruck in einer offenen Volkswirtschaft das Einkommen bzw. die Produktion ({\displaystyle Y}) der Güternachfrage ({\displaystyle Z}) gleichsetzt.

## Grundlagen
Wegen {\displaystyle Y=C+S} und {\displaystyle Y=C+I} erhalten wir die Identitätsgleichung {\displaystyle S=I}, die volkswirtschaftliche Ersparnis ist also stets mit der Nettoinvestition identisch. Bei Ersparnis und Investition handelt es sich um eine Tautologie, weil der Kapitalstock einer Ökonomie um die Nettoinvestition wächst und genau dieses Wachstum des Kapitalstocks die Ersparnis darstellt. Die Nettoinvestition ist mit der Ersparnis der Ökonomie identisch.
Ein Gleichgewicht auf dem Gütermarkt erhalten wir unter der Bedingung, dass die geplante Ersparnis mit der geplanten Investition übereinstimmt. Es kann also sein, dass die Investition zu einer höheren oder geringeren als der geplanten Ersparnis geführt hat oder dass die Güternachfrage einen ungeplanten Aufbau oder Abbau von Lagerbestand und damit ungewollte Investition oder Desinvestition zur Folge hatte. Die immer identischen Investitionen und Ersparnisse in einem Zeitraum können ungeplante und ungewünschte Bestandteile enthalten, so dass der Gütermarkt nicht im Gleichgewicht ist, weil die Investoren und Sparer ihre Dispositionen anschließend entsprechend ändern werden.
Ob der Gütermarkt tatsächlich in einem Gleichgewicht ist und die geplante Investition mit der freiwilligen Ersparnis genau übereinstimmt, lässt sich niemals objektiv feststellen. Man kann nur mit Annahmen über die Zinsabhängigkeit der geplanten Investition und die Einkommensabhängigkeit der freiwilligen Ersparnis behaupten, dass bei einer bestimmten Kombination von Zins und Einkommen ein Gleichgewicht des Gütermarkts vorliegen würde.

## Anwendungsbeispiele
Wie jedes Modell stellen das Keynes-Modell und das Mundell-Fleming-Modell eine Vereinfachung der Wirklichkeit dar. Mit ihrer Hilfe lassen sich ökonomische Zusammenhänge und Prozesse darstellen.
Die IS-Funktion wird genutzt, um die Wechselbeziehungen der Faktoren auf dem Gütermarkt zu erläutern. Vorwiegend findet man sie im Zusammenhang mit den Auswirkungen politischer Entscheidungen sowie Einkommens- und Zinsveränderungen auf dem Gütermarkt, z. B. wie sich durch die Senkung der Steuern das IS-LM Modell verändert.

## Mathematische Herleitung
Zunächst wird die Herleitung der IS-Funktion in einer geschlossenen Volkswirtschaft dargestellt, in der ein Außenhandel fehlt. Es wird also angenommen, dass es weder Exporte noch Importe gibt.
Wie schon an vorhergehender Stelle erwähnt, wird das Gleichgewicht auf dem Gütermarkt in einer geschlossenen Volkswirtschaft mit ausgeglichenem Staatshaushalt dargestellt, indem die Investition und das private Sparen gleichgesetzt werden:
{\displaystyle I(i)=S(Y)}
mit
{\displaystyle I} = Investition
{\displaystyle i} = Zinssatz
{\displaystyle S} = Sparen
{\displaystyle Y} = Einkommen

### Investitionskurve

Abbildung 1: Investitionskurve

Um die Beziehung zwischen Zinssatz und Investition in das Modell einzubeziehen, wird die Abhängigkeit I=I(i) verwendet (Abbildung 1).
Die Investitionsfunktion wird wie folgt dargestellt:
{\displaystyle I={\overline {I}}-bi}
mit
{\displaystyle {\overline {I}}} = autonome Investition
{\displaystyle b} = Zinsreagibilität
Die Variable {\displaystyle {\overline {I}}} ist die Investition, die vom Einkommen und Zinssatz unabhängig ist.
Die Variable b ist das Maß, wie stark die Investitionen auf das Zinsniveau reagieren.
Die Funktion kann für jedes Zinsniveau den geplanten Investitionsbetrag zeigen.
Formt man diese Formel nach i um, erhält man die Funktion:
{\displaystyle i=-{\frac {1}{b}}\times I+{\frac {1}{b}}\times {\overline {I}}}.
Zu beachten ist hier, dass es sich bei b und {\displaystyle {\overline {I}}} um Konstanten, also fixe Größen handelt.
Sie entspricht der grafischen Darstellung in der Abbildung 1.
Eine hohe Variable b – gemeint ist eine starke Reaktion der Investitionen auf die Zinsveränderungen – führt zu einer flachen Kurvendarstellung. Schon geringe Zinsveränderungen führen bei einer flachen Kurve zu starken Veränderungen des Investitionsvolumens. Die Steigung der Geraden beträgt -1/b. Sie beschreibt eine inverse Beziehung zwischen Investition und Zinsen. Ein Anheben der Zinssätze hat einen Rückgang der Investitionen zur Folge. Weil der Zinssatz die Kosten der Investitionsfinanzierung darstellt, führt eine Zunahme des Zinssatzes zu einer Abnahme der Investitionen. Weiterhin lässt sich dadurch ableiten, dass eine negative Beziehung zwischen Zinssatz und Einkommensniveau auf dem Gütermarkt besteht, d. h., insgesamt vermindert sich bei der Erhöhung des Zinssatzes das Gleichgewichtseinkommen.
Würde die Bank die Zinsen für ihre Kredite erhöhen, hat das verschiedene Auswirkungen.
1. Die Investitionen (I) nehmen ab, weil der Kapitalstock nicht durch die Aufnahme neuer Kredite erhöht wird, d. h. es werden weniger Kredite aufgenommen.
2. Bei der Verminderung der Investitionen verringern sich die Gesamtausgaben. Dies führt zu einem geringeren Einkommensniveau.[7]

Im Falle einer Verringerung des Zinssatzes wäre der gegenteilige Effekt zu beobachten.

### Sparvolumen
Das Sparvolumen wird definiert als:
{\displaystyle S\equiv Y_{\text{D}}-C}
mit
{\displaystyle Y_{\text{D}}} = verfügbare Einkommen
{\displaystyle C} = Konsumausgaben der privaten Haushalte
{\displaystyle Y_{\text{D}}=Y-T}
mit
{\displaystyle T} = Steuern
In dieser Formel werden z. B. die Sozialversicherung und die Transferleistungen zu „0“ solidiert, d. h., sie werden nicht beachtet.
Ein Praxisbeispiel ist die Entscheidung des Staates, die Steuern zu erhöhen. Diese Erhöhung bewirkt, dass dem Haushalt weniger Einkommen zur Verfügung steht und er weniger konsumieren kann.
Das Sparvolumen kann somit als die Funktion:
{\displaystyle S=Y-T-C}
dargestellt werden. Nach der Veränderung der Formel hängt das Sparvolumen nicht nur von den Steuern, sondern auch von den Konsumausgaben der privaten Haushalte ab.

### Gleichgewicht auf dem Gütermarkt
Um nun zu der IS-Funktion zu gelangen, wird das Gleichgewicht auf dem Gütermarkt dargestellt:
{\displaystyle Y=Z}
mit
{\displaystyle Y} = Produktion
{\displaystyle Z} = Güternachfrage
Die gesamtwirtschaftliche Nachfrage kann beschrieben werden als die Summe der Investitionen, der Staatsausgaben und der Konsumnachfrage:
{\displaystyle Z=C+I+G}
mit
{\displaystyle G} = Staatsausgaben
Bei einer geschlossenen Volkswirtschaft kann der Außenbeitrag vernachlässigt werden.
So ergibt sich:
{\displaystyle Y=C+I+G}

### Ableitung der IS-Funktion
Durch das Umformen ( | -T | -C) erlangt man die Funktion:
{\displaystyle Y-T-C=I+G-T}
An vorhergehender Stelle wurde der Term Y-T-C bereits als S definiert und erhält nach dem Umformen ( | +T | -G):
{\displaystyle I=S+(T-G)}
Die einzelnen Variablen können wie folgt definiert werden:
{\displaystyle S} = privates Sparen
{\displaystyle (T-G)} = staatliches Sparen
Wenn das Staatsbudget ausgeglichen ist, kann die Gleichung vereinfacht als {\displaystyle I=S} dargestellt werden.

### Gesamtwirtschaftliche Zusammenhänge der IS-Funktion
Beachtet werden muss weiterhin, dass Konsum und Sparentscheidung zusammenhängen. Sobald der Haushalt bei seinem gegebenen verfügbaren Einkommen seinen Konsumplan festgelegt hat, werden über die Budgetbeschränkungen auch die Ersparnisse festgelegt. So wie das Konsumverhalten spezifiziert ist, ergibt sich für das Sparverhalten:
{\displaystyle S=Y-T-C},
{\displaystyle S=Y-T-c_{0}-c_{1}(Y-T)},
mit
{\displaystyle c_{0}} = autonome Konsumquote
{\displaystyle c_{1}} = marginale Konsumquote
Durch Umformen erhält man:
{\displaystyle \ S=-c_{0}+(1-c_{1})(Y-T)}
Die Variable {\displaystyle c_{1}} gibt an, wie viel von dem verfügbaren Einkommen {\displaystyle Y_{D}} oder {\displaystyle (Y-T)} konsumiert wird. Die Variable {\displaystyle c_{1}} kann als Konsumneigung interpretiert werden, so kann der gegenteilige Ausdruck
{\displaystyle (1-c_{1})} als Sparneigung bezeichnet werden. Sie gibt an, wie viel ein Konsument bereit ist von einer zusätzlichen Einheit Einkommen zu sparen. Weil für die Konsumneigung angenommen wird {\displaystyle 0<c_{1}<1}, liegt der Wert der Sparneigung zwischen null und eins.
Weiterhin kann man sagen, dass die privaten Ersparnisse (Y-T) nur im Umfang von {\displaystyle (1-c_{1})<1} steigen können.
Wird nun in die IS-Funktion {\displaystyle I=S+(T-G)} für die privaten Ersparnisse der obere Ausdruck eingesetzt, ergibt sich:
{\displaystyle {\overline {I}}=-c_{0}+(1-c_{1})(Y-T)+(T-G)}
oder nach Einkommen aufgelöst:
{\displaystyle Y={\frac {1}{1-c_{1}}}(c_{0}+{\overline {I}}+G-c_{1}T)}.
Diese Formel kann nun genutzt werden um das Sparparadoxon zu betrachten, welches von Keynes betont wurde. Entschließt sich der Konsument mehr zu sparen bei einem gegebenen Einkommen, d. h. {\displaystyle c_{1}} reduziert sich, so wird der Konsum vermindert und die Ersparnisse steigen an. Die obige Gleichung zeigt, dass das Gleichgewichtseinkommen zurückgeht. Die gesunkene Konsumnachfrage lässt wiederum die Produktion sinken. Die Konsumenten sparen nun bei jedem Einkommensniveau mehr, d. h. die Ersparnisse nehmen zu. Gleichzeitig sinkt das Einkommen, dadurch werden die Ersparnisse reduziert.
Welchen Effekt hat diese Veränderung? Durch die Gleichgewichtsbedingung der Gleichung I=S+(T-G) wird deutlich, dass die Ersparnisse sich nicht ändern können, da G und T das Staatsbudget definieren und I unverändert bleibt. Der Versuch des Konsumenten mehr zu sparen, führt dazu, dass die Produktion zurückgeht und somit die Ersparnisse gleich bleiben. Dieses Ergebnis wird als Sparparadoxon bezeichnet.

## Grafische Herleitung
Die IS-Kurve stammt aus der Makroökonomie und stellt alle Kombinationen dar, bei denen Investition und Sparen übereinstimmen, sodass ein Gleichgewicht auf dem Gütermarkt entsteht. Zusammen mit der LM-Kurve dient sie zur Darstellung der Keynesianischen Theorie. Die LM-Kurve stellt hierbei das Gleichgewicht auf dem Geldmarkt dar. Werden beide Kurven zusammengefasst ergibt sich das IS-LM-Modell. Mit diesem Modell werden makroökonomische Zusammenhänge deutlich und Auswirkungen durch Zinsveränderungen oder staatliche Maßnahmen, wie z. B: Steuererhöhungen, erkennbar.

### Voraussetzungen
Um die IS-Kurve darstellen und erläutern zu können, müssen vorab die Bestandteile der Kurve definiert werden. Die IS-Kurve ergibt sich durch das Gleichsetzen von Investition und Sparen (I=S). Diese Ausführung muss allerdings noch erweitert werden, um die dahinter stehende Wirkungskette zu verstehen. Die Investitionen müssen um die Zinsabhängigkeit ergänzt werden und das Sparen um die Einkommensabhängigkeit. Somit ergibt sich folgende exaktere Darstellung der IS-Kurve: I(i)=S(Y). Die Investitionen im Modell werden zu 100 % über den Markt finanziert. Das Geld muss daher aus den Sparleistungen der Haushalte kommen.
Im Falle eines variablen Zinses lässt sich für jede Zinshöhe ein entsprechendes Einkommen feststellen. Dies sorgt dafür, dass I und S übereinstimmen. Zusammenfassend lässt sich bei einer Zinserhöhung folgende Wirkungskette ableiten.
Durch die steigenden Zinsen werden Investitionen kostspieliger. Dies hat zur Folge, dass die Nachfrage nach Investitionen sinkt. Dadurch wiederum wird ein kontraktiver Multiplikatorprozess ausgelöst und das Einkommen sinkt, was sich wiederum negativ auf das Sparverhalten auswirkt. Somit stehen Investitionen und Sparen wieder im Gleichgewicht.
Diese Ausführungen führen zu folgendem Ergebnis:
- {\displaystyle S=S{(Y)}} Sparleistung ist positiv vom Einkommen abhängig.

- {\displaystyle I=I{(i,r^{e})}} Investitionen sind negativ vom Zins abhängig, jedoch ist die Investitionsmenge auch von den erwarteten Erträgen abhängig.

Die IS-Kurve lässt sich anhand von zwei möglichen Wegen erläutern: zum einen durch das Vier-Quadranten-Schema (aus Kapitalsicht) und zum anderen ausgehend von der gesamtwirtschaftlichen Nachfragekurve (aus Gütersicht).

### Ableitung der IS-Kurve aus der gesamtwirtschaftlichen Nachfragekurve
Ausgangspunkt ist die grafische und mathematische Darstellung der gesamtwirtschaftlichen Nachfrage (AD) einer geschlossenen Volkswirtschaft, mit einem Gleichgewicht im Punkt A. Auf der erkennbaren 45°- Linie ist die Gleichgewichtsbedingung erfüllt, d. h. AD=Y.
Allgemein setzt sich die Nachfragefunktion wie folgt zusammen (ausgehend von einer geschlossenen Volkswirtschaft): {\displaystyle AD=C+I+G}.
Diese Formel lässt sich jedoch noch konkretisieren. Die Variable {\displaystyle G} steht für die Staatsausgaben. Der Konsum schlüsselt sich in {\displaystyle C=c_{0}+c_{1}(Y-T)} auf, mit folgender Bedeutung der Variablen:
{\displaystyle C}: Konsum
{\displaystyle c_{0}}: autonomer Konsum
{\displaystyle c_{1}}: marginale Konsumquote
{\displaystyle Y}: Einkommen
{\displaystyle T}: Steuern
Die Investitionen zerlegen sich in I=Ī-bi, mit den Variablen:
- I: von Unternehmen getätigte Investitionen
- Ī: autonome Investitionen (d. h.: vom Zinsniveau und Einkommen unabhängig)
- b: Maß, wie stark die Investitionen auf das Zinsniveau reagieren (Zinsreagibilität)
- i: Zinsniveau

Es ergibt sich die Nachfragefunktion: AD= c0+c1(Y-T)+Ī-bi+G.
Die folgende Grafik zeigt zwei AD-Kurven, jeweils für zwei unterschiedliche Zinsniveaus (Zinsniveau i'>i). Durch den Zinsanstieg geht für jedes Produktionsniveau die Nachfrage nach Investitionen und somit auch die Produktion zurück. Daraus resultiert ein Einkommensrückgang und ein Rückgang vom Konsum. Aufgrund des Multiplikatoreffekts ist der Gesamtrückgang der Investitionen viel größer als der Rückgang der Investitionen durch den Zinsanstieg.
Anhand dieser Verschiebung der AD-Kurve wird nun die IS-Kurve abgeleitet. Hierfür wird zuerst der Gleichgewichtspunkt A (mit einem entsprechenden Einkommen und einem gegebenen Zinssatz) in das IS-Diagramm übertragen. Nach der eben erläuterten Zinserhöhung wird nun wiederum der neue, daraus entstehende, Zins-/Einkommenpunkt in das IS-Diagramm übertragen. Werden beide Punkte miteinander verbunden, ergibt sich die IS-Kurve.

### Das Vier-Quadranten-Schema
Eine etwas komplexere und aufwendigere Herleitungsmöglichkeit ist das Vier-Quadranten-Schema, anhand dieser Grafik:
Die IS-Kurve wird geometrisch im ersten Quadranten ermittelt. Hierfür wird zum einen die Investitionskurve im zweiten Quadranten und zum anderen die Sparkurve im vierten Quadranten hinzugezogen. Der dritte Quadrant zeigt die Gleichgewichtsbedingung {\displaystyle I=S}, die auf der Winkelhalbierenden immer erfüllt ist.
Die Sparfunktion setzt sich aus Sparen und Einkommen zusammen, wobei das Sparen positiv vom Einkommen abhängig ist. Je mehr vom verfügbaren Einkommen (nach Abzug der Steuern und des Konsums) noch vorhanden ist, desto mehr wird gespart ({\displaystyle S=Y-T-C}).
Die Investitionsfunktion besteht aus Zins und Investitionen. Je höher die Zinsen sind, desto weniger wird investiert. Anhand dieser Funktionen lässt sich zusammenfassend die IS-Kurve und die damit einhergehende Wirkungskette erklären. Im Falle eines steigenden Zinses sinkt die Nachfrage nach Investitionen. Durch den dadurch entstehenden Produktionsrückgang sinken auch das Einkommen und das Sparen. Somit ist die Gleichung der IS-Kurve wieder erfüllt ({\displaystyle I(i)=S(Y)}).

### Steigung
Die IS-Kurve hat eine negative Steigung, da bei einer Erhöhung des Zinssatzes (+) das Einkommen sinkt (-): Die Unternehmen fragen weniger Kapital nach, produzieren dadurch weniger Güter und zahlen den Haushalten daher weniger Einkommen.
Da der Zinssatz meist als unbeeinflussbar angesehen wird, hängt der Wert der Steigung und damit die Höhe des Einkommens von der Zinselastizität der Investitionsnachfrage ab. Diese Größe gibt an, wie stark sich eine prozentuale Änderung am Zinssatz prozentual auf die Nachfrage nach Investitionsgütern auswirkt.
Je elastischer (stärker) die Nachfrage nach Investitionsgütern auf Zinssatzänderungen reagiert, desto flacher verläuft die Kurve bis hin zur Waagrechten bei vollkommener Elastizität. Das andere Extrem ist eine vollkommen unelastische Elastizität, die zu einer senkrechten IS-Kurve führt.

### Verschiebung der IS-Kurve
Ausgehend von der gesamtwirtschaftlichen Nachfrage kann sehr gut eine mögliche Verschiebung der IS-Kurve verdeutlicht werden.
Bisher wurde die IS-Kurve bei gegebenen Steuern T und bei gegebenen Staatsausgaben G dargestellt. Zinsbedingte Veränderungen schlugen sich lediglich im Verlauf der Kurve nieder. Wird nun eine dieser zinsunabhängigen Nachfragegrößen verändert, führt dies zu einer Verschiebung.
Folgende Grafik verdeutlicht diesen Vorgang:
Ausgangspunkt ist die IS-Kurve bei gegebenen T und G.
Untersucht wird die Verschiebung bei einer Steuererhöhung von T auf T’. Das Einkommen und der Konsum nimmt infolgedessen ab (bei gegebenen Zins). Es ergibt sich ein Rückgang der Güternachfrage und damit auch ein Rückgang des Gleichgewichtseinkommens. Grafisch verschiebt sich die IS-Kurve dadurch nach links.
Zu gleichem Ergebnis würde ein Rückgang der Staatsausgaben oder ein Verlust an Konsumentenvertrauen führen.
Ein gegenteiliger Effekt ergibt sich aus Steuersenkungen, einer Erhöhung der Staatsausgaben oder einem Zuwachs an Konsumentenvertrauen.
Bei allen drei Faktoren würde das Gleichgewichtseinkommen steigen und die IS-Kurve würde sich infolgedessen nach rechts verschieben (bei gegebenen Zins).

## Wirkung der Geld- und Fiskalpolitik auf die IS-Funktion
Anhand folgender Tabelle soll der Bezug zur Praxis der Fiskalpolitik einer Regierung dargestellt werden.
| Maßnahmen/Ereignis | Maßnahmen/Ereignis          | Variablenfluss                 | IS-Funktion Wirkung | IS-Kurven Veränderung |
| ------------------ | --------------------------- | ------------------------------ | ------------------- | --------------------- |
| Fiskalpolitik      | Steuererhöhung              | T steigt                       | I und Y sinken2     | Nach links            |
| Fiskalpolitik      | Steuersenkung               | T sinkt                        | I und Y steigen1    | Nach rechts           |
| Fiskalpolitik      | Anstieg der Staatsausgaben  | G steigt                       | I und Y steigen1    | Nach rechts           |
| Fiskalpolitik      | Rückgang der Staatsausgaben | G sinkt                        | I und Y sinken2     | Nach links            |
| Geldpolitik        | Anstieg der Geldmenge       | Kein Einfluss auf IS-Variablen | Kein Einfluss       | Kein Einfluss         |
| Geldpolitik        | Rückgang der Geldmenge      | Kein Einfluss auf IS-Variablen | Kein Einfluss       | Kein Einfluss         |

{\displaystyle ^{1}} Eine Erhöhung der Staatsausgaben bzw. eine Steuersenkung erhöht zu jedem Niveau des Zinssatzes die Nachfrage. Es herrscht eine Überschussnachfrage nach Gütern. Mit der Erhöhung von „Y“ steigt der Zinssatz, da die Einkommensexpansion die Geldnachfrage erhöht.
{\displaystyle ^{2}} Spiegelt den umgekehrten Effekt.

## IS-Funktion in einer offenen Volkswirtschaft
Wenn die Handelsbeziehungen mit dem Rest der Welt ignoriert werden, braucht man nicht zwischen der inländischen Güternachfrage und der Nachfrage nach inländischen Gütern zu unterscheiden. Jedoch entfällt in der Praxis ein Teil der inländischen Nachfrage auf ausländische Güter und ein Teil der Nachfrage nach inländischen Gütern kommt aus dem Ausland. So ergibt sich als abgewandelte Nachfragefunktion nach inländischen Gütern:
{\displaystyle Z=C+I+G+X-{\frac {IM}{\epsilon }}}
mit
{\displaystyle X} = Nachfrage nach inländischen Gütern
{\displaystyle \epsilon } = Preis inländischer Güter in Einheiten ausländischer Güter
Die Terme C, I, G wurden im Abschnitt Mathematische Herleitung definiert. Sie spiegeln in einer geschlossenen Volkswirtschaft die inländische Güternachfrage und gleichzeitig die Nachfrage nach inländischen Gütern wider. Jetzt sind zwei weitere Terme hinzugefügt: X und IM(e). Die Variable X steht für die Nachfrage nach inländischen Gütern. Sie wird u. a. von der Produktion der restlichen Welt beeinflusst. Die Steigerung der ausländischen Produktion führt zu einem Anstieg der inländischen Nachfrage nach allen Gütern. Ein Teil der zusätzlichen Nachfrage entfällt hierbei auf die inländische Güter, die Folge ist, dass der Export zunimmt.
Die Variable IM steht für die Importmenge, d. h. sie beschreibt die Nachfrage nach ausländischen Gütern. IM hängt u. a. von Y ab. Ein hohes Einkommen führt zu einem höheren Import.
Diese beiden Terme X und IM werden beeinflusst von dem Wechselkurs (e). Das Mundell-Fleming-Modell geht von starren Preisen aus, dadurch verhalten sich Änderungen des realen und des nominalen Wechselkurses proportional zueinander. Ein höherer nominaler Wechselkurs verbilligt die ausländischen gegenüber den inländischen Gütern und dämpft somit den Export und stimuliert den Import. Umgekehrt verhielte es sich, wenn der nominale Wechselkurs niedriger wäre. In einigen Büchern wird X-IM(e) auch als NX(e), den Nettoexport, zusammengefasst.

IS-Kurve in einer offenen Volkswirtschaft, Mundell-Fleming-Modell mit falschen Wechselkurs

Die Terme „I“,„C“ und „G“ brauchen kaum bzw. gar nicht angepasst zu werden, somit kann die Analyse der Variablen aus der geschlossenen Volkswirtschaft weiterverwendet werden. Die Entscheidungen der Konsumenten hängen weiterhin von dem Einkommen sowie dem Vermögen ab. Auf das Niveau der Konsumausgaben wirkt sich die Veränderung nur sehr wenig aus.
Die Veränderungen der Wechselkurse durch die Zinsen werden von dem Mundell-Fleming-Modell erläutert. Wenn der heimische Zinssatz den Weltzins übersteigt (Abbildung 3A), steigt der Wechselkurs dadurch, dass ausländische Investoren versuchen, Vermögen im Inland anzulegen. Ebenso kann der umgekehrte Fall möglich sein, d. h. der inländische Zinssatz liegt unter dem Weltzins (Abbildung 3B) und inländische Investoren versuchen, im Ausland zu investieren, wodurch der inländische Wechselkurs nach unten korrigiert wird.